# Биологично вдъхновени изчисления
Биологично вдъхновените изчисления (на английски: Bio-inspired computing) съставят област на научни изследвания на границата между компютърните науки, математиката и биологията, тясно свързана с областта на изкуствения интелект и машинното обучение. Областта изследва математическото и компютърното моделиране на живи организми, зараждането им и социалното им поведение. Целта на изследванията е, базирайки се на принципи, заимствани от биологията, да се създават нови изчислителните алгоритми, да се подобрява ефективността им и с тях да се решават комплексни приложни проблеми от реалния свят.